# Titulature
La titulature est l'ensemble des titres d'une personne, le plus souvent souverain ou dignitaire, ou d'une famille.
Le nom commun français titulature vient du latin titulus.

## Souverains antiques
Dans l'Égypte antique, la titulature du pharaon est composée de cinq « grands noms ». 

## Saint patron
Bien que l'Église catholique en France ne définisse la titulature que comme « l'ensemble des titres portés par une personne »
,
certains textes[Lesquels ?] l'utilisent pour signifier l'ensemble des lieux d'un culte catholique envers un saint patron alors qualifié de "titulaire".[réf. nécessaire]